# Billy Thompson
William Stansbury Thompson (ur. 1 grudnia 1963 w Camden) – amerykański koszykarz, występujący na pozycji skrzydłowego, dwukrotny mistrz NBA.
W 1982 wystąpił w meczu gwiazd amerykańskich szkół średnich - McDonald’s All-American.

## Osiągnięcia
Na podstawie, o ile nie zaznaczono inaczej.
NCAA
- Mistrz:
  - NCAA (1986)
  - turnieju konferencji Atlantic Coast (ACC – 1983, 1986)
  - sezonu regularnego konferencji ACC (1983, 1984, 1986)
- Uczestnik rozgrywek:
  - NCAA Final Four (1983, 1986)
  - NCAA Sweet Sixteen (1983, 1984, 1986)
- Zaliczony do składów:
  - I składu:
    - konferencji Metro (1985, 1986)
    - NCAA Final Four (1986 przez AP)[4]

NBA
- Mistrz NBA (1987, 1988)[1]
- Uczestnik konkursu wsadów NBA (1990)

Inne
- Wicemistrz Izraela (1996, 1997)
- Zdobywca Pucharu Izraela (1996, 1997)
- Zaliczony do I składu ligi izraelskiej (1995)

Reprezentacja
- Wicemistrz uniwersjady (1985)[5]